# Hermann-Friedrich Joppien
Hermann-Friedrich Joppien (Bochum, 19 luglio 1912 – El'nja, 28 agosto 1941) è stato un aviatore tedesco che prestò servizio nella Luftwaffe durante la seconda guerra mondiale, asso dell'aviazione e decorato con la Croce di Cavaliere con Fronde di Quercia.

## Biografia

### Guerra in Francia e Inghilterra
Hermann-Friedrich Joppien nacque il 19 luglio 1912 a Bochum, nella regione della Ruhr. Nell'ottobre 1931 stava prestando servizio in un reggimento di fanteria ma nel 1935 decise di entrare nella neonata Luftwaffe iniziando così l'addestramento al volo. Promosso sottotenente tre anni dopo, fu inviato in un gruppo di caccia pesanti ma nell'estate 1939 passò al Jagdgeschwader 51 (JG 51, 51º stormo caccia).
Inquadrato nella 1ª squadriglia dello stormo (1/JG 51), Joppien segnò la sua prima vittoria il 23 novembre 1939 ai danni di un caccia Morane-Saulnier nei cieli di Heillecourt, anche se riportò seri danni al velivolo e dovette rientrare alla base. Dato che il carrello d'atterraggio era stato danneggiato, l'aereo di Joppien si rovesciò nell'atterraggio ma il pilota ne uscì indenne. La campagna di Francia in totale gli portò quattro vittorie.
La battaglia d'Inghilterra vide Joppien come il quinto asso tedesco per numero di vittorie, che furono per lui 26. Il 6 agosto 1940 fu nominato comandante della 1/JG 51 (quando era ormai tenente) e in questa veste registrò la 10ª vittoria, il 15 agosto contro un Hurricane della RAF; esattamente un mese dopo abbatté due Spitfire arrivando a quota 21, motivo per cui ricevette la Croce di Cavaliere il giorno dopo. Il 18 ottobre (con il nuovo grado di capitano) avanzò al rango di capo del 1º gruppo della 51ª squadriglia caccia (I/JG 51) e il 5 dicembre conseguì la 30ª vittoria, ancora contro uno Spitfire, mentre il 21 aprile 1941 aumentò il record personale a 40, stavolta abbattendo un Hurricane. La sua bravura venne ricompensata con la Croce di Cavaliere con Fronde di Quercia il 23 aprile.

### Successi e morte in Unione Sovietica
L'operazione Barbarossa richiese il trasferimento di Joppien al fronte orientale. Già il 30 giugno le sue vittorie salirono a 51 a causa di cinque bombardieri distrutti non lontano da Babrujsk. Il mese di luglio lo vide attivo con 12 successi, anche se durante un combattimento avvenuto il 5 del mese con un Ilyushin DB-3, poi abbattuto, gli costò varie ferite che lo costrinsero ad un periodo di convalescenza.
Il 28 agosto 1941 il Bf 109 F-2 di Hermann-Friedrich Joppien entrò in contatto con un Mikoyan-Gurevich MiG-3 sovietico vicino El'nja, a sud-ovest di Brjansk, venendo da questo ucciso nel conseguente duello aereo.
Joppien morì con 70 vittorie totali: 42 ottenute al fronte occidentale (inclusi 23 Spitfire) e 28 in quello orientale.